# Layés
Layés es una localidad española perteneciente al municipio de Sabiñánigo, en el Alto Gállego, provincia de Huesca, Aragón.

## Geografía
Se enclava en Guarguera baja, cerca de la desembocadura del río Guarga en el Gállego.

## Historia
Junto con la localidad de Castillo de Lerés formó ayuntamiento propio hasta mediados del siglo XIX.

## Demografía
Datos demográficos de la localidad de Layés desde 1900:
| --                    | -- | 26 | 23 | 21 | 28 | 35 | 22 | 0 | 0 | 1 | 1 | 1 |
| (Fuente: IAEST e INE) |    |    |    |    |    |    |    |   |   |   |   |   |

- Aparece en el Nomenclátor a partir del año 1920.
- Datos referidos a la población de derecho.

### Antiguo municipio
Datos demográficos del municipio de Layés desde 1842:
| 56            | -- | -- | -- | -- | -- | -- | -- | -- |
| (Fuente: INE) |    |    |    |    |    |    |    |    |

- En el censo de 1842 se denominaba Layés y Lerés.
- Entre el censo de 1857 y el anterior, este municipio desaparece porque se integra en el municipio de Jabarrella.
- Datos referidos a la población de derecho, excepto en los censos de 1857 y 1860 que se refieren a la población de hecho.